# Olovslund
Olovslund – dzielnica (stadsdel) Sztokholmu, położona w jego zachodniej części (Västerort) i wchodząca w skład stadsdelsområde Bromma. Graniczy z dzielnicami Åkeslund, Abrahamsberg, Ålsten, Höglandet i Nockeby.
Według danych opublikowanych przez gminę Sztokholm, 31 grudnia 2020 r. Olovslund liczył 589 mieszkańców. Powierzchnia dzielnicy wynosi 0,26 km².